# Torre de Granyena
La Torre de Granyena de Segarra és un edifici de Granyena de Segarra (Segarra) declarat bé cultural d'interès nacional. Situada les afores, a mig kilòmetre de la vila enmig dels camps de conreu. Es coneix també com el Molí de Vent.

## Descripció
Es tracta d'una torre de planta circular atalussada, construïda amb un aparell de pedra irregular, més o menys alineada, i lligada amb morter de calç. Està edificada sobre la roca mare, i tan sols es conserva la part baixa de la seva estructura cilíndrica, molt enrunada.

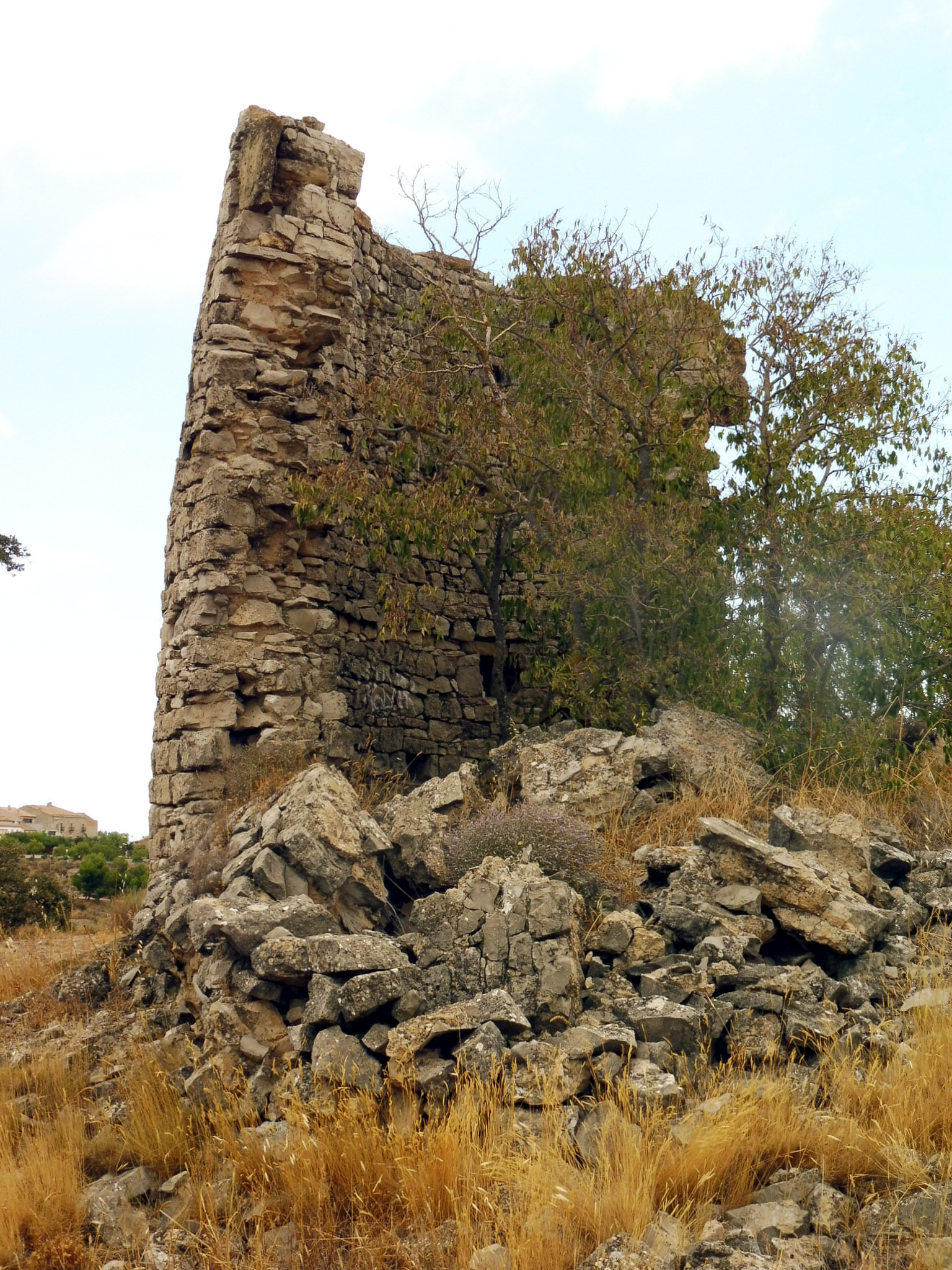
Torre de Granyena de Segarra (2016)

## Història
Probablement es tracta d'una primitiva torre de guaita emprada com a element de defensa en el moment de la reconquesta del territori per part dels exèrcits comtals sobre el domini musulmà, en el segle xi i part del xii, que vigilava els camins de Gramuntell i de Montornès i es comunicava amb la torre del Castell de Granyena.
La memòria de la gent de Granyena diu que des d'aquesta primitiva torre de defensa hi havia un túnel subterrani o mina que anava fins al castell i que en cas de perill, els seus propietaris podien ser avisats de pressa o escapar-se dels seus enemics.